# Aerocomp Comp Air 4
L'Aerocomp Comp Air 4 est un avion utilitaire léger dont le prototype [N8099X] a effectué son premier vol en janvier 1995 avec un moteur Hirth F-30 de 110 ch.
Commercialisé en kit pour la construction amateur par la société américaine Aerocomp, c'est un monoplan à aile haute contreventée et train fixe de construction composite commercialisé en kit dans plusieurs configurations. Aerocomp propose un certain nombre d'options, en pareticulier la possibilité d'adapter un train d'atterrissage classique (roulette arrière) ou tricycle, des flotteurs classiques ou des flotteurs amphibies. La cellule est proposée en deux versions de base :
- Comp Monster : quadriplace avec moteur de 140 à 180 ch.
- Comp Monster HP : Cellule renforcée acceptant un moteur jusqu’à 250 ch et pouvant embarquer 6 personnes (4 adultes et 2 enfants).Le premier Comp Monster HP a volé en 1998.

Les chiffres donnés ci-contre sont indicatifs, en version Comp Monster terrestre, chaque propriétaire réalisant son Comp Air 4 au gré de ses besoins.